# 白の家
白の家（しろのいえ）は、日本の建築家・篠原一男の初期の代表作の一つに数えられる住宅。

## 概要
- 所在地 : 東京都杉並区
- 竣工年 : 1966年 （現存）
- 建築主 : 松居直

2003年にDOCOMOMO JAPAN選定 日本におけるモダン・ムーブメントの建築に選定されている。

## 移築
竣工から約40年を経て、道路計画により取り壊しの危機に瀕していたが、白澤宏規の移築監修、澤田佳久建築研究所の移築設計により移築、新築時の建築主である松居直夫妻が現在も住んでいる。
移築は2008年3月完成。建築面積 37坪、延床面積  42坪。木造 地上2階建て。移築前は南向きの建物であったが、現在は東向きになっている。

## メディア出演
- 渡辺篤史の建もの探訪 - 2009年5月31日、放送20周年特別企画 第1弾ということで同住宅が取り上げられた（第1027回）

## 建築・移築スタッフ
- 白澤宏規 - 篠原研究室出身の建築家で、移築監修を手掛けた
- 大橋晃朗 - 篠原研究室出身の家具デザイナーで、建築時に家具を手掛けた